# 安徽省历史文化名镇
安徽省历史文化名镇由安徽省人民政府公布。现已公布2批，共19个，其中9个已升格为中国历史文化名镇。
第一批安徽省历史文化名镇：2006年5月26日公布，共12个：
- 黄山市休宁县万安镇（已升格为第四批中国历史文化名镇）
- 黄山市徽州区潜口镇
- 黄山市徽州区西溪南镇（已升格为第六批中国历史文化名镇）
- 宣城市泾县桃花潭镇（已升格为第六批中国历史文化名镇）
- 宣城市宣州区水东镇（已升格为第四批中国历史文化名镇）
- 淮北市濉溪县临涣镇
- 铜陵市郊区大通镇——和悦洲（已升格为第六批中国历史文化名镇）
- 合肥市肥西县三河镇（已升格为第三批中国历史文化名镇）
- 六安市金安区毛坦厂镇（已升格为第三批中国历史文化名镇）
- 安庆市岳西县响肠镇
- 安庆市桐城市孔城镇
- 亳州市谯城区城父镇

第四批安徽省历史文化名镇：2010年7月6日公布，共7个
- 池州市九华山风景区九华镇
- 池州市青阳县陵阳镇（已升格为第七批中国历史文化名镇）
- 宣城市郎溪县梅渚镇
- 宣城市宁国市胡乐镇
- 六安市寿县正阳关镇
- 六安市裕安区苏埠镇（已升格为第七批中国历史文化名镇）
- 六安市裕安区独山镇